# イホ・デ・ドクトル・ワグナー・ジュニア
イホ・デ・ドクトル・ワグナー・ジュニア（Hijo de Dr. Wagner Jr.、1991年12月4日 - ）は、メキシコ合衆国の男性プロレスラー（ルチャドール）。血液型A型。覆面レスラーとして活動している。イホ・デル・ドクトル・ワグナー・ジュニア（Hijo del Dr. Wagner Jr.）のリングネームも使用したことがある。
ドクトル・ワグナー・ジュニア（レイ・ワグナー）は父、ロッシー・モレノは母、ガレノ・デル・マルは弟、シルバー・キングは父方の叔父、エル・オリエンタルは母方の叔父、エステル・モレノやシンティア・モレノやアルダ・モレノは母方の叔母という、日本で活躍したレスラー（ルチャドール）一家の出身。また、祖父はドクトル・ワグナー。

## 来歴
父であるドクトル・ワグナー・ジュニアの指導を受け、2009年12月にレスラーとしてデビュー。若手時代から父とのタッグで活躍。そのほか、エル・イホ・デ・ドス・カラス との二世タッグでUWEタッグ王座を獲得するなどの実績がある。 
2018年7月、東京愚連隊興行に父とともに参戦するため初来日を果たした。
2019年8月、プロレスリング・ノアに初参戦。N-1 VICTORYのBブロックにエントリー。また、杉浦軍に加盟。
2020年4月、ノアのグローバル・タッグ・リーグ戦にレネ・デュプリとタッグ・チームを組み出場。Aブロックにエントリーし、4月17日の優勝決定戦に進出。Bブロック代表の中嶋勝彦・潮崎豪を打倒し、優勝した。グローバル・タッグ・リーグ戦で外国人同士のタッグで初めての優勝決定戦進出、ならびに優勝という快挙を達成した。翌4月18日にGHCタッグ王座にデュプリとのタッグで挑戦し、王者の丸藤正道、望月成晃をワグナーが必殺のムーンサルト・プレスで破り、GHCタッグ新王者となった。
2024年2月4日、仙台大会にてGHCヘビー級王者・拳王に挑戦。必殺のムーサルト・プレスで拳王を下し、GHCヘビー級王座を初戴冠。メキシコ人初、外国人選手としてもエディ・エドワーズ以来史上2人目の王座戴冠となった。
2025年1月をもってノアとの長期参戦契約を終了し、しばらくメキシコでの活動を中心とする。

## 得意技

### フィニッシュ・ホールド
ムーンサルト・プレス
マット上に寝ている相手に向かって、コーナー上に背面を向いて登り、バック転して飛び、相手の上にボディープレスで落下する技。ワグナーはバック転するとき、大きく体を反らせるフォームが特徴。ときには頭部を相手に突き刺すように決めることもあり、53・59代のGHCタッグ王座獲得はどちらもワグナーの頭部から突き刺すようなフォームのムーサルト・プレスで決めた。
スリー・ステップ式ムーンサルト・プレス
ここ一番で見せるスタイルのムーサルト・プレス。コーナーポストに登るとき、サードロープ、続いてセカンドロープ、さらにトップロープの順に両足で同時にジャンプしてリズミカルに飛び乗っていき、ムーサルト・プレスを敢行する。コーナーに飛び乗って以降のムーブは、通常のムーサルト・プレスと同じ。GHCヘビー級選手権の初奪取、および初防衛はこの技で成し遂げた。なおこの技は、叔父のシルバー・キングが得意とした。
スラム・ワグナー
立っている相手の後方に立ち、片腕でハーフネルソン、もう片腕は、相手の片腕を股下を通してその手首を掴む。その状態から上方へ高く相手を持ち上げ、相手ごと自分も一回転して相手を背面からマットへ叩き落とす技。
ワグナー・ドライバー
みちのくドライバーIIと同じ技。父のドクトル・ワグナー・ジュニアの得意技で、継承した技。立っている相手の正面から、片腕で相手の首を抱きかかえ、もう片腕であいての股を抱え、相手を上方へ持ち上げる。持ち上げながら相手を上下逆さまに反転させると同時に、自らジャンプして前方に両足を開脚。尻餅状態で着地し、その勢いで相手を首元や背面からマットへ叩き落とす。ここ一番では頭部から危険な角度で落とすこともある。

### 打撃技
エルボー
エルボース・マッシュ
バック・ハンドチョップ
チョップ・スマッシュ
クローズライン
ドロップキック
延髄斬り
スーパーキック
ラウンド・ハウス・キッック
ステップ式延髄斬り。相手の腹部へ片足を乗せ、そこを踏み台にしながら繰り出す延髄斬り。

### 投げ技
パワーボム
BTボム
尻餅を着かず両膝を着いて極めることが多い。雪崩式も使用する。
タイガードライバー
BTボム同様両膝を着いて極めることが多い。
ドクターボム
ジャーマンスープレックス
ゴリー・スペシャル
仕掛けた後、あとずさりしてコーナーポストにぶつける事もある。
スープレックス
スーパープレックス
ベリー・トゥー・バックスープレックス
スクープスラム

### 関節技、絞め技
リンギーナII（ワグナー・ストレッチ / ワグナー・ロック）
巻き込み式腕ひしぎ十字固め
三角絞め
カンパーナ
ロメロ・スペシャル

### 飛び技
トペ・アトミコ

### フォール技
ラ・マヒストラル
カサドーラ

## タイトル歴
プロレスリング・ノア
- GHCヘビー級王座

44代（防衛数 1回）
- GHCナショナル王座

9代（防衛数 6回）
- GHCタッグ王座

53（防衛数 0回）、59代（防衛数 0回） - with レネ・デュプリ
- グローバル・タッグ・リーグ戦

2020年大会優勝 - with レネ・デュプリ
ルチャリブレAAA
- ラテンアメリカ王座

16代
OILL（オーガニゼーション・インディペンデント・デ・ルチャリブレ）（Organizacion Independiente de Lucha Libre）
- トルネオ・デ・パレージャス・ジュニア・ビセンテナリオ

2010年大会優勝 - with エル・イホ・デ・エレア・パーク
UWE（ユニバーサル・レスリング・エンターテインメント）（Universal Wrestling Entertainment）
- UWEタッグ王座（防衛1度） - with エル・イホ・デ・ドス・カラス

XWW（エクストリーム・ウォリアーズ・レスリング）（Xtreme Warriors Wrestling）
- XWWタッグ王座（防衛1度） - with エル・イホ・デル・メディコ・アセシノ

## 入場テーマ曲
- Sucker For Pain（with Logic, Ty Dolla $ign & X Ambassadors） / リル・ウェイン, ウィズ・カリファ & イマジン・ドラゴンズ
- LEGADO